# D・J・ウィルソン
D・J・ウィルソン（D. J. Wilson）こと、デバンテ・ジェイレン・ウィルソン（DeVante Jaylen Wilson , 1996年2月19日 - ）は、アメリカ合衆国・カリフォルニア州マウントシャスタ出身のプロバスケットボール選手。ポジションは主にパワーフォワード。

## 経歴
カリフォルニア州サクラメントのキャピタル・クリスチャン高校時代から注目を集め、大学は複数の有力大学からの誘いを受け、最終的にミシガン大学に進学。3年生時の2016-17シーズンに先発に定着し、38試合の出場で平均11得点 5.8リバウンドを記録。NCAAトーナメントにも出場した。ウィルソンは4年生でのプレーは選ばずに2017年のNBAドラフトへのアーリーエントリーを表明。17位でミルウォーキー・バックスから指名された。
2021年12月22日、新型コロナウイルスの影響で欠場者が続出していたトロント・ラプターズと10日間契約を結んだ。
2022年1月17日、オクラホマ・シティ・ブルーに再加入した。
2022年2月28日、ラプターズと10日間契約を結んだが、3月6日に解雇された。
2022年3月7日、オクラホマシティ・ブルーに再加入した。